# Museo de Arte Indígena ASUR
El Museo de Arte Indígena de la Fundación ASUR es un centro cultural ubicado en Sucre, Bolivia, dedicado a la preservación, exhibición y promoción del arte y la cultura de las comunidades indígenas del país. El museo resalta especialmente la rica tradición textil de las culturas Jalq’a y Tarabuco.

## Historia
El Museo ASUR fue fundado como parte de un proyecto más amplio que busca revitalizar el arte textil indígena en Bolivia, apoyando a los artesanos locales y preservando técnicas ancestrales que estaban en riesgo de desaparecer. A lo largo de los años, ASUR ha trabajado estrechamente con comunidades indígenas, brindando un espacio para exponer sus creaciones y compartir sus tradiciones con un público más amplio.

## Exposiciones permanentes
El museo cuenta con exposiciones permanentes centradas en las artesanías textiles de las culturas Jalq’a y Tarabuco, conocidas por sus intrincados diseños y simbolismos. Estas piezas reflejan aspectos de la cosmovisión andina y son una manifestación artística de las tradiciones y creencias de las comunidades indígenas.

### Arte textil Jalq’a
Los textiles Jalq’a son reconocidos por sus complejos diseños que suelen representar figuras abstractas y seres míticos. Estos trabajos utilizan una paleta limitada de colores, predominando el negro y el rojo, que simbolizan el caos y el orden dentro de la cosmología andina.

### Arte textil Tarabuco
En contraste con los Jalq’a, los tejidos Tarabuco son más figurativos, representando escenas cotidianas y rituales tradicionales. Estos textiles son utilizados tanto en la vida diaria como en ceremonias religiosas, y su producción sigue las mismas técnicas que se han transmitido de generación en generación.

## Actividades e importancia cultural
El Museo de Arte Indígena  ASUR no solo actúa como un espacio de preservación cultural, sino también como un motor para el desarrollo económico local. Mediante la venta de artesanías, el museo apoya a las comunidades indígenas, permitiéndoles sostener sus tradiciones y mejorar su calidad de vida.
El museo también organiza talleres, seminarios y exposiciones itinerantes, tanto en Bolivia como en el extranjero, con el fin de dar a conocer la riqueza del patrimonio cultural indígena boliviano.